# Hyphodontia tuberculata
Hyphodontia tuberculata är en svampart som beskrevs av Kotir. & Saaren. 2000. Hyphodontia tuberculata ingår i släktet Hyphodontia och familjen Schizoporaceae.   Inga underarter finns listade i Catalogue of Life.
I den svenska databasen Dyntaxa används istället namnet Xylodon tuberculatus för samma taxon.  Arten är reproducerande i Sverige.